# Domotica

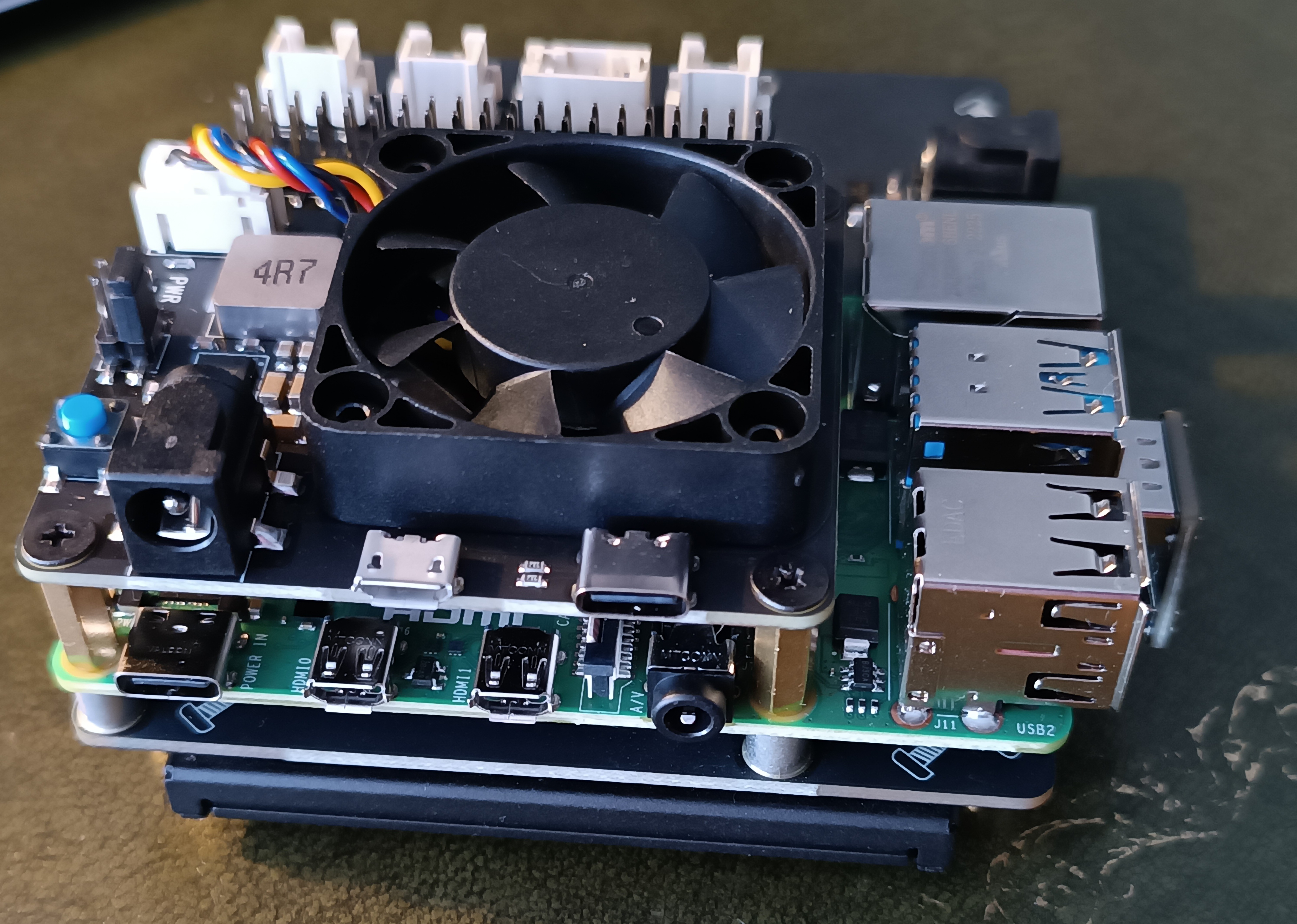
Een domoticacomputer; Raspberry PI

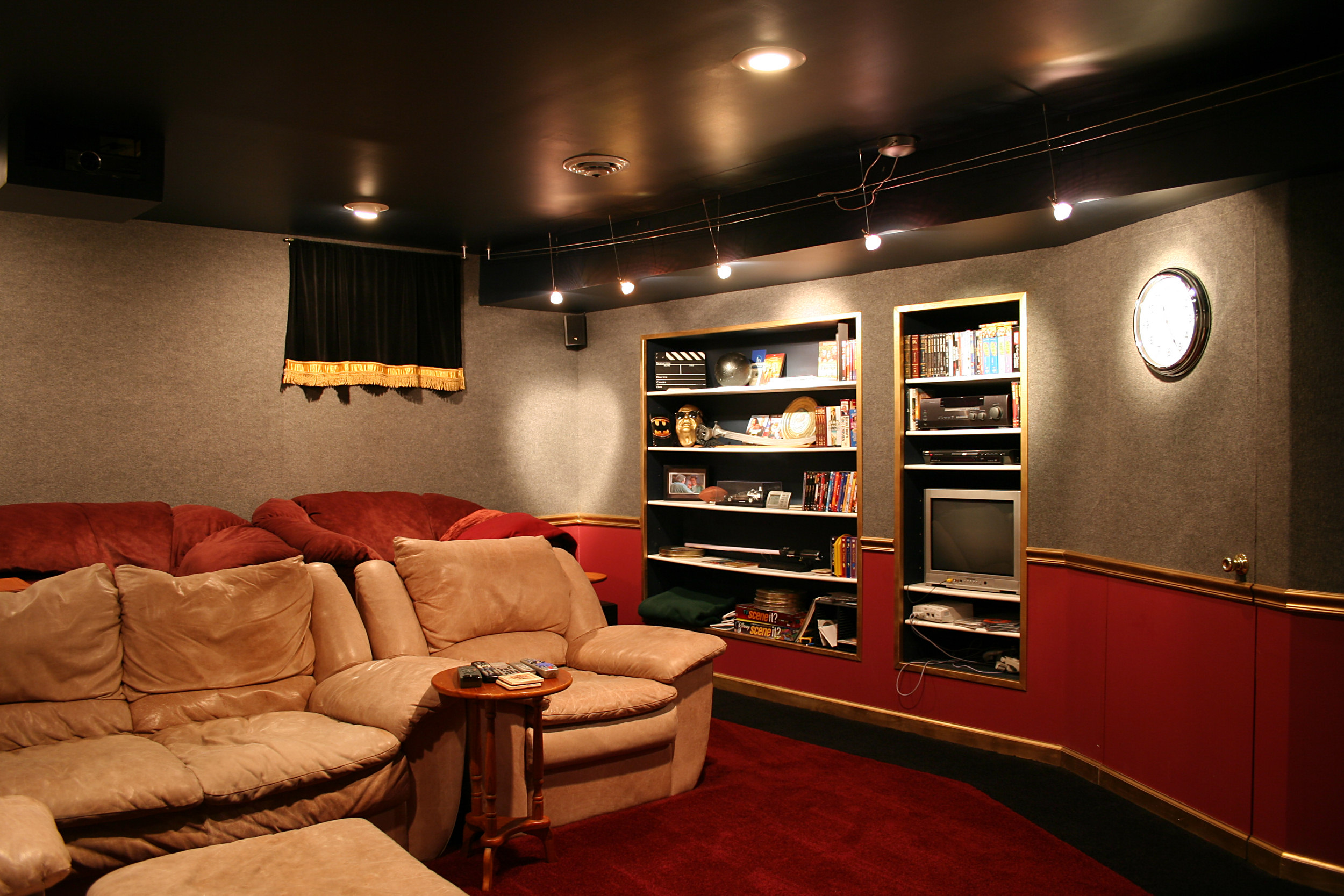
Homecinema

Domotica (ook wel huisautomatisering of smart homes genoemd) is de toepassing van elektronica en huisnetwerken ten behoeve van de automatisering van processen in en om een woning, een kantoor of een klein bedrijf. Het woord "domotica" is een samentrekking van domus (huis in het Latijn) en het achtervoegsel -tica dat lijkt te duiden op 'toegepaste wetenschap'. Men komt het achtervoegsel ook tegen in de hedendaagse begrippen informatica, telematica en robotica.
Een definitie van domotica is: De integratie van technologie en diensten, ten behoeve van een betere kwaliteit van wonen en leven. Bij domotica draait het dus niet alleen om integratie van techniek en bediening in de woning, maar ook om de dienstverlening van buitenaf naar de woning.
Domotica houdt in dat sensoren instaan voor de bediening van actuatoren door tussenkomst van een processor of controller of computer. Domotica zijn de mogelijkheden van de industriële bedrijfsautomatisering toegepast op een woning.

## Ontstaan
De eerste domotica-toepassingen waren vaak systemen die reeds in de geautomatiseerde industrie of kantooromgeving bestonden, en in woningen werden ingepast voor personen met een functiebeperking. Zodoende konden zij zich een grotere autonomie verwerven en bijvoorbeeld vanuit een rolstoel de belangrijkste huiselijke taken (laten) uitvoeren.
Veralgemeende toepassing van domotica begon echter pas eind 20e eeuw echt door te breken in de bouw en architectuur, omdat er dan ook een standaard werd opgesteld waarbinnen de verschillende systemen konden worden geïntegreerd en met elkaar kunnen communiceren. Daarnaast hebben steeds meer mensen belangstelling voor deze oplossingen. Uit een onderzoek van GfK Belgium in november 2015 blijkt dat 1 op de 3 Belgen een uitgesproken belangstelling hebben voor een smart home.

## Tweede generatie domotica
De tweede generatie domotica is standaard voorzien van een ethernetaansluiting. Via deze aansluiting kunnen audio-, video-, verwarming-, airco-, alarm- en andere systemen op een eenvoudige manier worden gekoppeld met het LAN (Local area network) of het WAN (Wide area network). Hierdoor kan men thuis maar ook vanuit kantoor het domoticasysteem beheren via de pc, smartphone of tablet. Zo kan men bijvoorbeeld via internet de camerabeelden volgen en ingrijpen wanneer een leverancier het licht heeft laten branden. Of kan men de aanwezigheidssimulatie opstarten zodat het lijkt alsof men thuis is.

## Toepassingen
Het kunnen relatief eenvoudige opstellingen zijn, zoals de winkeldeur die automatisch open en dicht gaat als men hem nadert, of de verlichting van de hal die automatisch aanflitst als er aangebeld wordt.
De meeste toepassingen vindt men in de keuken en de badkamer evenals voor comfort, veiligheid en efficiënt energiegebruik.
Voorbeelden van toepassingen zijn:
- verwarming
- airconditioning (HVAC)
- verlichting

### Keuken
- Aanvullen van de keukenvoorraad en plaatsen van een bestelling via internet bij de supermarkt.
- Voorprogrammeren van de oven.
- Voorprogrammeren van het koffiezetapparaat.

### Badkamer
- Thermostatische mengkraan voor bad of douche, die dus water van instelbare vaste temperatuur afgeeft.
- Sauna die op temperatuur staat wanneer men thuiskomt na een vermoeiende werkdag.

### Comfort
- Temperatuursensors bedienen de verwarming / airconditioning per plaats al naargelang het uur van de dag en de aanwezigheid van personen en/of dieren.
- De verwarming in het buitenverblijf aanschakelen via gsm.
- Openen van de poort via gsm.
- De verwarming op nachtstand bij het verlaten van het huis.
- Instellen van een bepaalde sfeer (met behulp van verlichting).
- De ramen automatisch laten sluiten (na ingestelde tijd, afstandsbediening, temperatuur enz.)
- Binnen- of buitenzonwering inschakelen wanneer de zon schijnt of op afstand bedienen.

### Veiligheid
- Deurintercom met camera en beeldscherm die doorschakelt naar de gsm.
- Inbraakalarm per telefoon of sms naar bewakingscentrale of politie.
- Brand- of rookalarm naar bewakingscentrale.
- Bewakingscamera's voor particulier gebruik.
- Ramen automatisch laten openen bij CO-alarm, ketel uitschakelen.

### Klimaatregeling
- verwarming en airconditioning (HVAC).
- Temperatuursensors bedienen de verwarming / airconditioning per plaats al naargelang het uur van de dag en al naargelang de aanwezigheid van personen eventueel gedetecteerd door naderingsschakelaars.
- Dezelfde temperatuursensors kunnen ook instaan voor neerlaten en optrekken van zonneschermen en rolluiken al naargelang het uur, de aanwezigheid of afwezigheid van personen en de inval van licht.
- Ramen laten zich individueel, in een klein of groter netwerk bedienen en automatisch openen en sluiten (TipTronic), bediend door een tijdslimiet, CO2-melder, afstandsbediening, temperatuur etc.
- De verwarming in het buitenverblijf inschakelen via gsm
- De temperatuur via een domoticapaneel hoger of lager zetten.

### Verlichting
- Sensoren ontsteken de verlichting als een persoon in de buurt komt en doven ze als er niemand meer is.
- Elektronische dimmers om de sterkte van de verlichting aan te passen aan de behoefte
- Als u het huis verlaat gaan alle lichten uit en de verwarming op nachtstand.
- Als u gaat slapen: met één schakelaar gaan alle lichten uit.
- Instellen van een bepaalde sfeer:
  - Romantische sfeer: weinig licht en romantische muziek.
  - Werksfeer: veel licht en geen muziek
  - Leessfeer: veel licht op een bepaalde plaats en rustige muziek.
- Creëren van diverse scenes voor elk moment. Alle lampen worden door een druk op de knop aangepast aan het vooraf ingestelde moment.
- Verlichting laten knipperen wanneer de deurbel gaat.
- Synchroniseren met de televisie. De lampen nemen de kleuren aan die worden weergegeven op de televisie.
- Verlichting automatisch inschakelen bij zonsondergang.
- Sensoren schakelen verlichting uit bij voldoende licht.

### Efficiënt energieverbruik
- Tijdsinstelling laat bepaalde apparaten (bv. wasmachine, koffiezetapparaat, sauna) op het juiste moment opstarten.
- Door stroomvreters zoals de vaatwasmachine en wasmachine alleen in de daluren tegen een voordelig tarief te laten draaien.
- Door bepaalde stopcontacten te deactiveren als u de woning verlaat.
- Zwembadstofzuiger treedt in werking als er een bepaalde graad van vervuiling is bereikt en/of start minstens eenmaal per week.
- Bij het openzetten van een raam de verwarming in die kamer automatisch omlaag laten gaan.

### Beveiliging
- Het openen en sluiten van sloten door personen met de gepaste sleutel, bijvoorbeeld een RFID-tag en registratie welke personen zich waar en wanneer bevinden, in het bijzonder openen en sluiten van garagepoorten.
- Deurintercom, al dan niet met camera en beeldscherm die doorschakelt naar de gsm.
- Inbraakalarm, hetzij met licht en geluid, hetzij per telefoon of sms naar bewakingscentrale of politie.
- Brand- of rookalarm met geluid of telefoon naar brandweer of bewakingscentrale of in werking stellen van sprinkler op basis van rookmelders.
- Bewakingscamera's voor particulier gebruik

### Telecommunicatie en informatie
- Vlakke wandschermen waarop televisie, video, dvd, internet, computer, videoconferentie te zien zijn. Eén duur scherm van hoge kwaliteit op de meest geschikte plaats van de kamer dient alle videotoepassingen.
- Audio: geluidsboxen waarop radio, televisie, video, dvd, internet, computer, videoconferentie, telefoon te horen zijn. Eén stel dure geluidsboxen van hoge kwaliteit, optimaal geplaatst in een kamer, dient alle audiotoepassingen.
- Koppeling van het domoticasysteem aan het internet. Hierdoor kunt u van op afstand inloggen in uw huis.
- Gps verbinden aan een persoon met een functiestoornis.

### Sanitair
- Waterkranen die opengaan als de handen in de buurt komen. Dit biedt hygiënische voordelen: niemand hoeft met schoon gewassen handen een kraan dicht te draaien die voordien met vuile handen geopend is. Het voorkomt ook waterverspilling doordat een kraan niet blijft lopen.
- Automatisch doorspoelen van toilet of urinoir en eventueel reiniging van de toiletbril als de gebruiker is opgestaan.
- Voorkomen van legionellabesmetting door automatisch spoelen van de tappunten.
- Controle (in aanleunwoningen voor bejaarden) van toiletwatergebruik voor bewoner (in verband met verdenking van incontinentie). Het is overigens de vraag of dit soort informatie behoort tot het domein van de privacy van de bewoner of dat de controlerende zorginstelling dit zo maar mag doen.

### Mobiliteitsbewaking
- Mobiliteitsbewaking (van een persoon) met behulp van bewegingssensoren en/of camera's. Daarmee kan automatisch bepaald worden dat een bewoner hulp nodig heeft, bijvoorbeeld na een ongeval in huis. Dit vindt vooral toepassing in woningen voor ouderen. Ook in de zorg voor verstandelijk gehandicapten is dit nuttig.

### Tussenoplossingen
Er bestaan vormen van domotica die, technisch gezien, tussen analoge en digitale toepassingen liggen.
Een alternatief voor stroomstootschakelaars zijn intelligente relais. Deze relais hebben een interne klok en kunnen met logische functies worden geprogrammeerd. Op deze manier is een goedkope installatie mogelijk die de functionaliteit van een domotica-installatie benadert. Andere tussenvormen zijn draadloze systemen zoals Adhoco, EnOcean, Zigbee, Z-Wave, Wireless MBus en 433MHz. Er worden steeds meer producten met Bluetooth of met wifi uitgevoerd.

## Standaarden
Om de verschillende hardware- en softwareproducten met elkaar samen te laten werken is een communicatieprotocol nodig. Er zijn verschillende protocollen in gebruik met elk hun eigen voor- en nadelen. Hierbij valt te denken aan snelheid, stroomgebruik, open standaarden, et cetera. Hierdoor werken componenten van verschillende fabrikanten en soms zelfs van dezelfde fabrikant niet altijd goed met elkaar. Er zijn initiatieven die proberen de wildgroei aan domoticastandaarden tegen te gaan. Onderstaand een greep uit de veel gebruikte standaarden, zonder hiermee aan te geven dat deze beter of slechter zijn (iedere standaard heeft zijn eigen voor- en nadelen).
- KNX
- Matter
- Wi-Fi
- X10
- ZigBee
- Z-Wave

Daarnaast bieden verschillende grote techbedrijven een eigen “platform” aan, dat niet altijd compatibel blijkt met andere standaarden of producten: Apple heeft HomeKit, Google heeft Home, Samsung SmartThings, en Amazon Alexa.

## Voetnoten
1. ↑  Stichting Smart Homes, Nationaal Kenniscentrum Domotica & Slim Wonen. Gearchiveerd op 11 juni 2023.
2. ↑  GfK.com (gearchiveerde webpagina)
3. ↑  (en) Zo maak je je huis slim (en zorg je dat jij slimmer blijft). De Morgen (24 december 2024). Gearchiveerd op 24 december 2024.